# 1487 Boda
1487 Boda (1938 WC) là một tiểu hành tinh vành đai chính được phát hiện ngày 17 tháng 11 năm 1938 bởi Reinmuth, K. ở Heidelberg.